# Makrokylindrus cingulatus
Makrokylindrus cingulatus är en kräftdjursart som först beskrevs av William Thomas Calman 1905.  Makrokylindrus cingulatus ingår i släktet Makrokylindrus och familjen Diastylidae. Inga underarter finns listade i Catalogue of Life.